# Lisbet Juel
Lisbet Juel, född 18 mars 1903 i Köpenhamn, död 1977, var en dansk-svensk tecknare. 
Hon var dotter till författaren Erik Juel och Astrid Kjellberg samt syster till Brita Juel-Soop. Hon vistades större delen av perioden 1903–1937 på kontinenten. Hon debuterade som elvaåring med teckningar med kostymutkast vid en utställning i Berlin. Hon medarbetade som illustratör i tidskriften Ulk-Berliner Tageblatt 1925–1929 samt för tidskriften Jugend i München. Hon medverkade även i Svenska Dagbladet, Politiken och Saisonen. Hon utförde teaterdekorationer och kostymkompositioner vid uppsättandet av Köpmannen från Venedig i Köpenhamn och var där knuten som scendekoratör vid Renässansteatern i början av 1920-talet. Separat ställde hon ut på Galerie Moderne i Stockholm samt i Köpenhamn. Juel är representerad vid Örebro läns museum.